# Crotalus tancitarensis
Crotalus tancitarensis là một loài rắn trong họ Rắn lục. Loài này được Alvarado-Díaz & Campbell mô tả khoa học đầu tiên năm 2004.